# Пенпа Цхеринг
Пенпа Церинг (тиб. སྤེན་པ་ཚེ་རིང, Вайли: spen pa tshe ring་; род. 1967) — тибетский политик, второй демократически избранный сикьонг из Центральной тибетской администрации. Он сменил последнего Сикьонга Лобсанга Сангая 27 мая 2021 года. Пенпа Церинг был спикером Парламента Центральной тибетской администрации (Тибетский парламент в изгнании) в течение двух сроков с 2008 по 2016 годы.